# Stegastes aureus
Stegastes aureus es una especie de peces de la familia Pomacentridae en el orden de los Perciformes.

## Morfología
Los machos pueden llegar alcanzar los 11 cm de longitud total.

## Hábitat
Es un pez de mar.

## Distribución geográfica
Se encuentran en Nueva Caledonia, las Islas de la Línea, Samoa, las Tuamotu y Islas Marquesas.